# Шаттлворт, Кен
Кен Шаттлворт (англ. Ken Shuttleworth, род. 1952, Бирмингем) — британский архитектор.

## Биография
Родился в 1952 году в Бирмингеме. В 1977 окончил с отличием архитектурный факультет Лестерского университета (ныне - университет Де Монфор), где благодаря своим способностям получил прозвище Ручка-Кен (англ. "Ken the pen")
Ещё будучи студентом (в 1974 году) Шаттлворт начал своё сотрудничество с мастерской Нормана Фостера — «Foster and Partners». В 1984 он стал одним из её директоров, а в 1991 - партнёром, где он работал над некоторыми из наиболее значимых зданий в мире. Он присоединился к практике в 1977, двигаясь в Гонконг в 1979 году для наблюдения за проектированием и строительством штаб-квартиры «Hong Kong & Shanghai Banking Corporation». Возвращаясь в Великобританию в 1986 году, он продолжал повышать опыт и проектировать здания, включая Carré d'Art в Ниме, здание  «ITN» в Лондоне, Лондонский городской информационный центр, аэропорт Чхеклапкока (Гонконг), Мост Тысячелетия, Небоскрёб Мэри-Экс ("Огурец"), штаб-квартиру компании «Свисс-Ре», здание «Куб» в Бирмингеме, новый стадион «Уэмбли», мэрию Лондона и т.д.
В 2003 Шаттлворт покинул «Foster and Partners», а в январе 2004, вместе с несколькими бывшими коллегами из бюро Фостера, основал мастерскую «Make Architects».

## Проекты
В «Foster+Partners»
- Мэрия, Лондон
- Новый стадион Уэмбли, Лондон
- Аэропорт Чек Лап Кок, Гонконг
- Commerzbank Tower, Франкфурт
- Небоскрёб Мэри-Экс ("Огурец"), Лондон
- Мост Тысячелетия, Лондон
- Штаб-квартира «Shanghai Banking Corporation», Гонконг
- Ситибанк, Лондон
- Библиотека Университета Кренфилда

 В «Make Architects»
- «Куб», Бирмингем
- Академия Томаса Кларксона
- Лондонский городской информационный центр
- 5 Broadgate, Лондон
- 55 Бейкер-стрит, Лондон
- Aspire (скульптура), Ноттингемский университет
- Шлюз, Ноттингемский университет
- Кампус Юбилей, Ноттингемский университет
- Old Road Campus, Оксфордский университет
- Оксфордский институт молекулярной патологии, Оксфордский университет
- Гандбол-арена Олимпиады в Лондоне 2012 года
- Гостиница в Монпелье Глава (Swire Hotels), Челтнем
- Бывший Hammersmith Palais, Лондон
- Grosvenor Waterside, Лондон
- 10 Уэймут Street, London